# Комария
Комария — река в России, протекает в Шадринском районе Курганской области. Устье реки находится в 5,1 км по правому берегу реки Барнева у деревни Комария. Длина реки составляет 23 км.

## Данные водного реестра
По данным государственного водного реестра России относится к Иртышскому бассейновому округу, водохозяйственный участок реки — Исеть от впадения реки Теча и до устья, без реки Миасс, речной подбассейн реки — Тобол. Речной бассейн реки — Иртыш.
Код объекта в государственном водном реестре — 14010501112111200003354.

## Населённые пункты
- Мингали
- Комария